# За тебе, свята Україно
«За тебе,свята Україно» — серія книг Нестора Мизака та співавторів про національно-визвольну боротьбу ОУН і УПА на території Тернопільської та Хмельницької областей.

## Основні книги
- За тебе, свята Україно: Південне Надзбруччя у визвольних змаганнях ОУН-УПА / Н. Мизак. — Чернівці: Буковина, 1998. — 447 с. — ISBN 966-95385-3-Х
- За тебе, свята Україно: Південне Надзбруччя у визвольних змаганнях ОУН, УПА: Чортківський надрайон ОУН. Кн. 2[недоступне посилання з травня 2019]. / Н. C. Мизак. — Чернівці: Буковина, 2000. — 415 с.
- За тебе, свята Україно: Заліщицький повіт у визвольній боротьбі ОУН, УПА. Кн. 3. / Н. С. Мизак. — 2-е вид. — Чернівці: Золоті литаври, 2002. — 420 с.
- За тебе,свята Україно: Бучацький повіт у визвольній боротьбі ОУН, УПА. Кн. 4. / Н. Мизак. — Чернівці: Букрек, 2004. — 400 с.: іл.
- За тебе, свята Україно: Кам'янець-Подільська обл. у визвольній боротьбі ОУН, УПА. Кн. 5. [Архівовано 5 грудня 2014 у Wayback Machine.] / Н. Мизак, В. Горбатюк; Дослідний ін-т «Студіюм». — Чернівці: Букрек, 2006. — 350 с.
- За тебе, свята Україно: Бережанський повіт у визвольній боротьбі ОУН, УПА (Козівський р-н). Кн. 6. / Н. Мизак. — Чернівці: Букрек, 2007. — 456 с. іл. — ISBN 978-966-399-089-7
- УПА-«Захід» і збройне підпілля ОУН у боротьбі за Українську Самостійну Соборну Державу у 1942-1960 рр.: монографія / Н. С. Мизак. — Чернівці: Прут, 2011. — 433 с. — (За тебе, свята Україно; кн. 7). — ISBN 978-966-560-469-3
- УПА-«Захід» у фотографіях / Н. Мизак; Чернівецький нац. ун-т ім. Ю. Федьковича; Дослідний ін-т «Студіум» (Торонто). — Чернівці: Чернівецький нац. ун-т, 2012. — 438 с. — (За тебе, свята Україно; кн. 8). — ISBN 978-966-423-243-9
- За тебе, свята Україно: Малокужелівський архів ОУН. Кн. 9. / Н. С. Мизак, Р. Д. Твердушкін, І. І. Коваль. — Чернівці: Чернівецький нац. ун-т, 2014. — 496 с.: іл. — ISBN 978-966-423-314-6
- Поцілунок Юди. Агентурна робота МДБ, МВС проти ОУН, УПА / Н. С. Мизак; Чернівецький нац. ун-т ім. Ю. Федьковича. — Чернівці; Торонто: Прут, 2011. — 222 с. — (За тебе, свята Україно; кн. 9). — ISBN 978-966-560-542-3
- Українська Голгофа — Уманський розстріл 1941 року / Н. С. Мизак; Чернівецький нац. ун-т ім. Ю. Федьковича. — Чернівці; Торонто: [б. в.], 2011. — 260 с.: іл. — (За тебе, свята Україно; кн. 10). — ISBN 978-966-423-211-8

## Додатки до серії
- Курінний УПА «Бистрий» України герой: монографія / Н. С. Мизак; Дослід. ін-т «Студіюм». — Чернівці: Букрек, 2007. — 274 с. — Дод. до серії «За тебе, свята Україно». — ISBN 978-966-399-059-0
- Дух одвічної стихії і голосу крові: ОУН, УПА в печерах Тернопільщини / Н. Мизак, Ю. Зімельс; Терноп. іст.-мемор. музей політичних в'язнів. — Чернівці: Букрек, 2008. — 104 с. — Дод. до серії «За тебе свята Україно». — ISSN 978-966-3
- Село на нашій Україні: до 600-річчя першої писемної згадки про с. Стрілківці [Борщівський р-н] / Н. С. Мизак, І. Д. Балан, І. В. Романський. — Чернівці: Букрек, 2009. — 446 с. — Дод. до серії «За тебе, свята Україно». — ISBN 978-966-399-212-9
- Село — душа народу: Гермаківка у пам'яті та ідентичності: монографія / Н. C. Мизак. — Чернівці: Прут, 2011. — 364 с.: іл. — Дод. до серії «За тебе, свята Україно». — ISBN 978-966-560-475-4
- Повстанська муза: Повстанська і нар. творчість про визвольну боротьбу ОУН, УПА за Українську Самостійну Соборну Державу (1942-1960 рр.): монографія / Н. С. Мизак; Дослід. ін-т «Студіюм». — Чернівці: Прут, 2011. — 292 с. — Дод. до серії «За тебе, свята Україно». — ISBN 978-966-560-486-0
- Степан Бандера — соборник святої волі / Н. C. Мизак; Дослід. ін-т «Студіюм». — Чернівці: Прут, 2011. — 310 с.: іл. — Дод. до серії «За тебе, свята Україно». — ISBN 978-966-560-532-4